# Sablé des Vosges
Le sablé des Vosges est une race de lapin domestique originaire de France. Sélectionnée par Alfred Fritsch, instituteur dans le Bas-Rhin, c'est une race récente puisqu'elle n'a été homologuée qu'en 1964. 
C'est en 1964  qu'a été homologuée dans le standard officiel de lapins, une race dénommée "Sablé des Vosges" créée par Alfred Fritsch, instituteur, dans la cour de "l'école des Vosges", avenue des Vosges à Barr - d'où le nom donné à cette nouvelle race -, au pied du Mont Sainte-Odile dans le Bas-Rhin. Membre fondateur du "syndicat d'Aviculture de Barr", fondé en 1923, éleveur passionné de lapins Rex, M. Fritsch eut l'idée de créer un lapin ressemblant au chat siamois. 
Partant de la connaissance des lois de Mendel, croisant des Rex Zibeline, Chamois de Thuringe et Angora, et trouvant dans une portée deux sujets clairs déjà marqués, il put jeter la base de ce qu'il a appelé en premier lieu "Siamois" puis "Opossum", et enfin "Sablé des Vosges".
Des "Opossums" sont signalés aux expositions de Strasbourg en 1959, à Belfort et à Metz en 1960, à Paris en 1961. La même année, Alfred Fritsch présenta à l'exposition locale de Barr deux lapins "Opossum", en 1962 un mâle et deux femelles, puis en 1963, trois mâles et une femelle jeune.
Les premiers lapins dénommés "Sablé des Vosges" apparaissent dès 1964 à l'exposition de Barr (deux mâles et cinq femelles). puis dans un élevage expérimental du Nord, au Salon de l'Aviculture de Paris en 1968 (1er prix), à Bradford Harrogate (Angleterre) en 1969, à l'exposition de Gand en 1970 (sous la dénomination - non reconnue - de "Lapin de Bruges" !), à Lille en 1971, à Zürich en 1973, tandis qu'un Sablé nain est signalé en Amérique... En 1967, Raymond Meyer travaillait avec M. Fritsch pour la promotion du Sablé. Mais son créateur s'éteignit en 1982, à l'âge de 83 ans. Un nouvel essor dû à M. Meyer vit la création de l'Association des Éleveurs du Sablé des Vosges en 1985, et dès 1986 pas moins de 94 sujets furent présentés au premier championnat de France à l'exposition de Benfeld. Le Sablé se trouve encore de nos jours bien souvent sur le podium, et bien sûr régulièrement à Barr, sa patrie d'origine.
Mais l'association périclita. L'association des éleveurs de lapins Sablé des Vosges fusionne en 1994 avec un club multi-races, le Club des Éleveurs de lapins à extrémités colorées fondé et dirigé par le Dr vétérinaire Samuel Boucher, et le Sablé des Vosges reste encore de nos jours dans son giron au niveau national. Il faut rendre hommage à son président fondateur pour son action en faveur des lapins à extrémités colorées, en particulier le Sablé des Vosges.
Le nombre de membres éleveurs de Sablé des Vosges inscrits au Celec régressait sensiblement, et la race n'était plus assez représentée aux championnats organisés par le club ; lors du changement de présidence, une sécession  est apparue très rapidement, et le 17 mars 2001, plusieurs membres du club, dont Ralph Schmitt,  secrétaire, et Jeanine Meyer, vice-présidente,, fondèrent le "Club des Éleveurs de Lapins Sablé des Vosges" avec le soutien d'André Fritsch, fils de l'inventeur du Sablé, en continuité de l'action de Raymond Meyer, et le club s'affilia à l'Union du Bas-Rhin.
Malheureusement, le Celec persistant à « conserver » le Sablé des Vosges en son sein, le nouveau club ne fut pas reconnu « club de race » par la Fédération Française de Cuniculiculture et ne put organiser que des rencontres sans attribution de titres officiels de champions, mais uniquement des meilleurs sujets de la présentation. Malgré cela, le club se structura et compta bientôt plus d'une vingtaine de membres.
En 2003, le président Ralph Schmitt laissa la présidence à Alain Neuburger, puis en 2005 le poste revint à Jean-Paul Zimmermann, toujours en exercice. Puis le Club des Éleveurs de Lapins Sablé des Vosges tomba en léthargie, et sur la liste des sociétés et clubs affiliés à l'Union du Bas-Rhin, le club est continuellement annoté « en sommeil », au grand dam des éleveurs de Sablé, avant de se rappeler à la mémoire des éleveurs en novembre 2016, date d'un ultime renouveau : un site internet a vu le jour, associé à une page sur les réseaux sociaux, une Assemblée Générale programmée, et une rencontre organisée lors de l'exposition nationale cunicole à Illkirch en janvier 2017. Le but de l'association restant invariablement la sauvegarde et la promotion du lapin de race Sablé des Vosges. 
En juin 2017, le Club est enfin reconnu par les instances nationales (Fédération Française de Cuniculiculture), et peut ainsi décerner les titres de champions de France, et en octobre 2017 a été homologuée la variété bleue, créée par Pierre et Fabrice Sorg de Gunstett après plusieurs années de travail de sélection.(2)